# Зимница (железопътна гара)
Гара Зимница е железопътна гара в село Зимница, Община Стралджа, област Ямбол.
Тя е разположена на следните железопътни линии: Линия 3 (София – Карлово – Бургас/Варна) и Линия 8 (Пловдив – Бургас/Варна. Има интензивно влаково движение, понеже свързва важни промишлени центрове и областни градове.
Подлезът, който минава под входния светофор на гарата от страна Стралджа, е на първокласно шосе, което свързва ГКПП Лесово, Ямбол и Русе. Гарата е построена на съществуваща тогава железопътна линия Ямбол – Бургас през 1906 г.
Първоначално гаровата сграда е 1-етажна постройка. Достроявана е през 1911 г., когато са построени железопътният ресторант и вторият етаж с жилищните помещения, а през 1966 г. е достроена сградата с релейно помещение и жилищни помещения над него. Последният ремонт на приемното здание на гарата е извършено през 2006 г.
Отначало гарата има 6 коловоза, от които 4 приемно-отправни, 2 маневрени и товаро-разтоварен коловоз с рампа. През 1974 г. е построен още 1 маневрен, а през периода 1988 – 1991 г. – още 2 маневрени коловоза и клонът на фирма „Царевин“ АД. През 2006 г. е построен терминал за обработка на специални товари.
Гарата предлага железопътни услуги както на пътници от региона, така и на товародатели и товарополучатели от общините Ямбол, Стралджа и Сливен.